# Erythrococca hispida
Erythrococca hispida är en törelväxtart som först beskrevs av Ferdinand Albin Pax, och fick sitt nu gällande namn av David Prain. Erythrococca hispida ingår i släktet Erythrococca och familjen törelväxter.
Artens utbredningsområde är Kamerun. Inga underarter finns listade i Catalogue of Life.